# Episodi di Cloak & Dagger (prima stagione)
La prima stagione della serie televisiva Cloak & Dagger, composta da 10 episodi, è stata trasmessa sulla rete via cavo statunitense Freeform, dal 7 giugno al 2 agosto 2018.
In Italia gli episodi sono stati pubblicati settimanalmente su Prime Video, il giorno dopo la messa in onda statunitense.
| n° | Titolo originale  | Titolo italiano       | Prima TV USA   | Pubblicazione Italia |
| -- | ----------------- | --------------------- | -------------- | -------------------- |
| 1  | First Light       | Prima luce            | 7 giugno 2018  | 8 giugno 2018        |
| 2  | Suicide Sprints   | Sprint suicidi        | 7 giugno 2018  | 8 giugno 2018        |
| 3  | Stained Glass     | Vetrata colorata      | 14 giugno 2018 | 15 giugno 2018       |
| 4  | Call/Response     | Botta / Risposta      | 21 giugno 2018 | 22 giugno 2018       |
| 5  | Princeton Offense | La finale             | 28 giugno 2018 | 29 giugno 2018       |
| 6  | Funhouse Mirrors  | La casa degli specchi | 5 luglio 2018  | 6 luglio 2018        |
| 7  | Lotus Eaters      | Lotus Eaters          | 12 luglio 2018 | 13 luglio 2018       |
| 8  | Ghost Stories     | Storie di fantasmi    | 19 luglio 2018 | 20 luglio 2018       |
| 9  | Back Breaker      | Spacca schiena        | 26 luglio 2018 | 27 luglio 2018       |
| 10 | Colony Collapse   | Città a rischio       | 2 agosto 2018  | 3 agosto 2018        |

## Prima luce
- Titolo originale: First Light
- Scritto da: Joe Pokaski
- Diretto da: Gina Prince-Bythewood

### Trama
Una giovane Tandy Bowen viene ripresa dopo il corso di balletto da suo padre Nathan. Nel frattempo, un giovane Tyrone Johnson viene dissuaso dal rubare un'autoradio da suo fratello Billy, solo per essere inseguito dall'agente di polizia Connors. La piattaforma Roxxon Gulf al largo della costa di New Orleans esplode, facendo schiantare l'auto di Nathan e Tandy nell'oceano, dove Nathan muore, e costringendo Connors a sparare a Billy. Anche Billy cade nell'oceano e Tyrone salta per salvarlo. Tandy e Tyrone sono entrambi influenzati da una forza energetica sprigionata dalla piattaforma. Otto anni dopo, Tandy guadagna rubando ai ricchi ed evita sua madre Melissa, il cui nuovo fidanzato avvocato Greg sta lavorando a un caso contro la Roxxon. A una festa, Tyrone e Tandy si incontrano e si rendono conto di essere stati insieme dopo l'esplosione; l'incontro attiva i superpoteri in ciascuno. Tandy viene successivamente aggredita da Rick, un ragazzo che aveva derubato, e lo pugnala accidentalmente con un pugnale di luce. Tyrone scopre che può teletrasportarsi dopo un incontro con Connors, ora un detective.

### Citazioni e riferimenti
- Tandy veste una maglia della band Crick-Hits, una band apparsa nei fumetti nel 2009 in Age Of The Sentry dove hanno fatto alcune apparizioni come versione dei Beatles in quell'universo.
- Il ragazzo adescato da Tandy si scopre essere Richard Fisk, figlio di Wilson, noto come Rose; si scopre per via delle iniziali R.F. che si vedono su uno degli asciugamani.

## Sprint suicidi
- Titolo originale: Suicide Sprints
- Scritto da: Joe Pokaski
- Diretto da: Alex Garcia Lopez

### Trama
La detective Brigid O'Reilly inizia a indagare sull'accoltellamento di Rick, spaventando Tandy al punto che tenta di lasciare la città. Tyrone diventa ossessionato dalla cattura di Connors, portandolo a trascurare la pratica del basket. Tenta di rimediare su suggerimento di padre Delgado, ma i suoi compagni di squadra lo picchiano a causa delle sue assenze. Quando Tyrone torna a casa, si scusa con sua madre Adina per il suo comportamento recente e dopo averla toccata vede la sua più grande paura: perderlo come è successo con Billy. Quando Tandy scopre che Melissa ha preso i suoi soldi rubati per la droga, decide di rapinare un matrimonio per ottenere i soldi di cui ha bisogno per fuggire. Viene aiutata dal suo fidanzato Liam, ma si spaventa della loro relazione dopo aver visto la sua più grande speranza: sposarla. Mentre tentano di scappare con i soldi rubati, O'Reilly arresta Liam. Tandy decide di non aiutarlo. Tyrone ruba una pistola ad Adina e affronta Connors. Mentre sta per premere il grilletto, Tyrone si teletrasporta involontariamente nel mezzo della strada dove sta guidando Tandy.

## Vetrata colorata
- Titolo originale: Stained Glass
- Scritto da: Ariella Blejer & Dawn Kamoche
- Diretto da: Peter Hoar

### Trama
La detective O'Reilly si rende conto che Tandy era la responsabile dell'accoltellamento di Rick dopo aver dedotto che lui stava cercando di violentarla. Tandy fatica a riprendersi da un incidente dopo aver sterzato per evitare Tyrone, arriva a casa da Melissa e Greg prima che la detective arrivi a cercarla. Tandy sgattaiola via mentre Melissa e Greg parlano con O'Reilly. Sconcertata, Tandy perde i sensi su un autobus. Tyrone incontra la sua compagna di classe Evita che lo porta dalla sacerdotessa vudù zia Chantelle per una guida spirituale. Gli fa fare un bagno usando vari incantesimi e spezie per indurre uno stato di fuga. Sia Tandy che Tyrone hanno una visione surreale l'uno dell'altro, con Tandy che cerca di impedire a Tyrone di vendicarsi di Connors e Tyrone che impedisce a Tandy di scappare dai suoi problemi. Tandy incontra O'Reilly in privato per spiegare la sua storia, ma il corrotto Connors ha già chiuso il caso. Tyrone decide di intraprendere una relazione con Evita. Successivamente, segue Tandy nella chiesa abbandonata in cui vive e la affronta sulla loro connessione condivisa.

## Botta / Risposta
- Titolo originale: Call/Response
- Scritto da: Christine Boylan & Marcus J. Guillory
- Diretto da: Ami Canaan Mann

### Trama
Tyrone e Tandy parlano delle loro vite personali e dei loro problemi, spiegando le visioni che hanno visto l'uno dell'altro. Tyrone decide di falsificare un rapporto di bicicletta rubata, usando i tronchesi di suo padre Otis, per avvicinarsi a Connors; finisce per scappare dalla stazione di polizia spaventato. Otis scopre che Tyrone ha rubato i tronchesi e, temendo che Tyrone diventi un criminale, lo porta a vedere il grande capo Roland Duplantier dei Wild Red Hawks, una tribù del Mardi Gras. Tyrone scopre che Billy stava progettando un mantello per la prossima marcia e con l'approvazione di Otis decide di completarlo. Tandy scopre che Greg, che è già sposato, si prende veramente cura di Melissa e decide di aiutarlo a fare ricerche sulla Roxxon. Tuttavia, Melissa rompe con Greg e quando Tandy va a vederlo di nuovo viene assassinato. Tandy cerca di suicidarsi annegando, ma cambia idea e usa i suoi poteri per sopravvivere. Tyrone torna alla stazione di polizia e chiede di O'Reilly mentre Tandy torna nell'ufficio di Greg e prende i file Roxxon che aveva trovato come prova per scagionare il nome di suo padre.

## La finale
- Titolo originale: Princeton Offense
- Scritto da: Niceole R. Levy & Joe Pokaski
- Diretto da: Ry Russo-Young

### Trama
La detective O'Reilly accetta di indagare su Connors finché Tyrone rimane lontano. Invece, incontra l'amico di Billy Duane Porter sperando che sappia qualcosa che può aiutare. Tandy fa domanda come stagista alla Roxxon Gulf per avvicinarsi ai dirigenti e vede che molti di loro desiderano rovesciare il loro capo. Tyrone gioca alla finale del torneo di basket, ma durante l'intervallo si teletrasporta accidentalmente alla festa della Roxxon a cui Tandy sta partecipando. Insieme scoprono che Peter Scarborough, amministratore delegato di Roxxon per la gestione del rischio, era responsabile della diffamazione di Nathan. Tyrone si teletrasporta indietro giusto in tempo per la ripresa del gioco. Mentre Tyrone gioca, raccoglie le paure dei giocatori avversari e finisce per sprecare la palla vincente. Tandy incontra Scarborough e usa i suoi poteri per vedere la sua avidità. O'Reilly cerca di avvicinarsi a Connors fingendo di essere al di fuori della legge. Dopo una notte con Evita, Tyrone scopre che Duane sta lavorando con Connors per distribuire droghe nonostante sappia che è stato lui a uccidere Billy. Tandy incontra Mina Hess, la figlia del collega di Nathan, Ivan.

## La casa degli specchi
- Titolo originale: Funhouse Mirrors
- Scritto da: J. Holtham & Jenny Klein
- Diretto da: Jennifer Phang

### Trama
Evita e sua zia Chantelle iniziano a studiare Tyrone, credendo che faccia parte di una "coppia divina" arrivando alla conclusione che uno tra lui e Tandy dovrà morire per salvare New Orleans. Tyrone cerca di lavorare per Duane, mentre Tandy diventa stagista per Mina. Su suggerimento di Tandy, Tyrone ruba uno zaino pieno di droga che Duane sta distribuendo e glielo restituisce per guadagnarsi la sua fiducia. Duane accetta quindi di coinvolgere Tyrone negli affari e lo porta a incontrare Connors, che arriva con la scusa di un arresto per droga. Connors è in coppia con O'Reilly, ma è in grado di bloccarla. Connors affronta Duane sul sacchetto di droga rubato e crea una situazione in cui O'Reilly è costretta a sparare e uccidere Duane. Questo è testimoniato da Tyrone, che Connors vede prima di scappare. Tandy viene a sapere di Ivan e Nathan da Mina, ma Mina capisce chi è Tandy e se ne va. Tandy scopre che Ivan è in uno stato catatonico dall'esplosione dell'impianto di perforazione ma non è in grado di vedere nella sua mente. In seguito Mina perdona Tandy. Di ritorno in chiesa, Tandy trova Tyrone in lutto.

## Lotus Eaters
- Titolo originale: Lotus Eaters
- Scritto da: Joe Pokaski & Peter Calloway
- Diretto da: Paul Edwards

### Trama
Tandy chiede a Tyrone di aiutarla a entrare nella mente di Ivan. Insieme riescono a ritrovarlo a rivivere i momenti finali dell'esplosione dell'impianto di perforazione più e più volte. È ottimisticamente passivo perché non ricorda quanto tempo è passato, né ricorda il suo nome o Mina. Gli altri dipendenti della piattaforma erano stati infettati dalla strana energia che la Roxxon stava cercando e compaiono nei ricordi di Ivan come assassini psicopatici. Ivan crede che l'esplosione possa essere fermata dal nucleo, ma non è stato in grado di farlo nella vita reale e da allora non ha avuto successo nei suoi tentativi. Tyrone è in grado di farlo con i suoi poteri, ma non funziona perché è la mente di Ivan. Tandy scopre che suo padre Nathan aveva chiamato Ivan pochi istanti prima dell'esplosione e coglie l'occasione per parlargli in ogni loop. Tyrone la aiuta a capire che in realtà non è suo padre, e aiutano Ivan a raggiungere il nucleo dopo avergli ricordato di sua figlia Mina. Ivan si risveglia senza alcun ricordo di Tandy o Tyrone e si riunisce a Mina. Tandy e Tyrone poi ascoltano insieme una registrazione di Billy.

## Storie di fantasmi
- Titolo originale: Ghost Stories
- Scritto da: Christine Boylan & Jenny Klein
- Diretto da: Alex Garcia Lopez

### Trama
Ivan dice a Tandy che Nathan ha nascosto delle prove per ripulire i loro nomi in una cassetta di sicurezza. È l'ottavo anniversario dell'esplosione dell'impianto e Tandy ha in programma di ricordare suo padre con Melissa. Per prima cosa, visita Tyrone e la sua famiglia che stanno affrontando l'anniversario della morte di Billy e ruba una carta di accesso della Roxxon da Adina. La usa per entrare alla Roxxon e confrontarsi con Scarborough con le prove di Nathan recuperate, e lui si offre di pagarla pur di farle sparire. Lei rifiuta, volendo invece rendere giustizia al nome di suo padre. Tyrone completa il mantello di Billy e poi lo usa per controllare meglio i suoi poteri. Questo gli permette di "perseguitare" Connors, fingendo di essere il fantasma di Billy, il che lo porta a confessare l'omicidio. O'Reilly arresta Connors. Tyrone si unisce a Tandy e Melissa per il loro memoriale, ma quando i tre si tengono per mano Tandy e Tyrone entrano nei ricordi di Melissa e vedono che Nathan era violento nei suoi confronti. Sconvolta, Tandy accetta la bustarella di Scarborough. Per celebrare l'arresto di Connors, O'Reilly fa visita al suo collega e fidanzato Fuchs, ma trova il suo cadavere rinchiuso in un frigorifero.

### Citazioni e riferimenti
- La detective O'Reilly cita la sua ex collega Misty Knight, personaggio visto nella serie Luke Cage.

## Spacca schiena
- Titolo originale: Back Breaker
- Scritto da: Niceole R. Levy & Peter Calloway
- Diretto da: Jeff Woolnough

### Trama
I genitori di Tyrone vengono informati dell'arresto e della sospensione di Connors, ma nessuno dei due reagisce. Tyrone si scaglia a scuola, portando a uno scontro con padre Delgado in cui Tyrone vede la paura del prete della sua dipendenza da alcol e come ha ucciso un bambino una volta, o potrebbe fare in futuro. Dopo aver appreso del comportamento violento di suo padre, Tandy diventa dipendente dal rubare le speranze degli altri, inclusa quella di Mina. Tenta di rubare la speranza di Liam, ma viene fermata da Tyrone. Lo affronta a scuola, dove Evita si rende conto che Tandy è l'altra metà della Divina Accoppiata, che zia Chantelle crede sarà presto necessaria a causa delle trivellazioni della Roxxon. Ubriaca mentre piange Fuchs, O'Reilly attacca Connors ma lui la picchia di fronte ai suoi colleghi. Tandy scopre che Liam ha rubato i soldi che ha ricevuto da Scarborough, e poi scopre che Melissa è tenuta sotto tiro dall'assassina di Greg. Adina dice a Tyrone che vuole solo proteggerlo dalla polizia, ma ora è incastrato per l'omicidio di Fuchs. Mina vede una perdita di energia infettare diversi lavoratori della Roxxon.

### Citazioni e riferimenti
- A inizio puntata Tandy osserva un quadro pop art con raffigurata la faccia di Stan Lee.

## Città a rischio
- Titolo originale: Colony Collapse
- Scritto da: Joe Pokaski
- Diretto da: Wayne Yip

### Trama
Tandy salva Melissa e Mina, con quest'ultima che aiuta ad affrontare Scarborough. Lui rivela dov'è il nucleo del sistema cittadino e Tandy lascia la sua mente intrappolata in uno stato simile a quello di Ivan. Tyrone e O'Reilly vengono arrestati, ma l'infezione si diffonde al distretto e gli agenti di polizia iniziano a litigare tra loro. Tyrone si teletrasporta da Tandy in tempo per fermare una Mina infetta, prima che alla coppia venga detto del loro destino come Divina Accoppiata da Evita. O'Reilly aiuta a respingere i civili infetti in modo che Tandy e Tyrone possano raggiungere il nucleo, ma viene colpita e apparentemente uccisa da Connors. Il suo corpo è esposto all'energia prima che lui la spinga nell'oceano. Connors viene poi assorbito dalla Forza Oscura emessa dal mantello di Tyrone. All'interno del nucleo, Tandy e Tyrone sono in grado di assorbire l'energia fuoriuscita e rilasciarla in sicurezza nel cielo, salvando la città e curando tutti gli infetti. La Roxxon è accusata della crisi. Tandy torna a vivere con Melissa mentre Tyrone si trasferisce nella sua chiesa, poiché è ancora ricercato dalla polizia. Una O'Reilly mutata emerge più tardi dall'acqua.

### Citazioni e riferimenti
- Scarborough cita le aziende Stark e Rand, rispettivamente appartenenti alla famiglia di Tony Stark e di Danny Rand.